# Rahied Abdoel
Rahied Abdoel (24 maart 1983) is een Surinaams kunstenaar en musicus. Als kunstenaar is hij vooral bekend om zijn beeldhouwwerken, en verder van onder meer houtsnijwerk en schilderijen. Hij vervaardigde enkele grote gedenktekens. Vanaf de jaren 2020 is hij daarnaast actief als zanger.

## Biografie

### Beeldend kunstenaar
Rahied Abdoel werkt sinds 2009 fulltime als kunstenaar, hij is autodidact. In november 2012 werd hij om zijn beeldhouwwerken tijdens de Nationale Kunstbeurs uitgeroepen tot Beste opkomende kunstenaar. De jury onderscheidde hem hiervoor "vanwege de fraaie en originele vormgeving en de fijne afwerking." In de week sinds zijn dertigste verjaardag, eind maart 2013, hield hij zijn eerste solo-expositie, getiteld Passion, the feeling to create. In 2014 werd hij op de Nationale Kunstbeurs uitgeroepen tot Beste kunstenaar.
Hij maakt ook andere kunstwerken, waaronder houtsnijwerk en schilderijen. In 2023 werd een niemboom gecombineerd met het schip Lalla Rookh van zijn hand onthuld in het Lalla Rookh Complex.
Internationaal was zijn kunst in 2018 te zien op de China International Import Exhibition in Shanghai. President Chan Santokhi nam twee keer een kunstwerk van Abdoel mee naar Dubai als geschenk voor de de emir, in 2021 een reliëf van de Surinaamse vlag met de beeltenis van Mahatma Gandhi en in 2022 een Kalimah Shahadah, een van de vijf zuilen van de islam.
Abdoel maakte verschillende beelden, zoals in 2019 een standbeeld van president Desi Bouterse en in 2021 een borstbeeld van vicepresident Ronnie Brunswijk. In 2023 werd het borstbeeld van Shabier Ishaak onthuld in het Shabier Ishaak Uitvaartoord in Uitkijk in Saramacca. Hij maakte sinds deze jaren vaker grote gedenkmonumenten voor de openbare ruimte. Voorbeelden zijn het Monument voor de Gevallen Helden (2022) in Mariënburg, het Monument 170 jaar Chinese immigratie (2023) in Nieuw-Nickerie en het Monument Covidslachtoffers (2024) in Paramaribo.

### Zanger
Als kind had hij graag zanger willen worden, maar de stap van thuis zingen naar het optreden voor onbekenden voelde te groot. Op 8 oktober 2020 maakte hij alsnog zijn debuut, met de videoclip van Oh my love waarin hij ook acteert. De clip werd gemaakt door Sasra Media en de muzikale begeleiding kwam van Devin Beats. In 2022 kwam zijn vervolg met Tum jo mil gaye ho (Nu ik jou heb gevonden), een cover van Mohammed Rafi uit de film Hanste Zakhm (1973). In 2022 ondernam hij verschillende muziekactiviteiten, zoals een holi mashup met Wirish Mashabier, een nazm / naat sharif met de titel Ramzan ka mahina (Maand van de Ramadan) en nog enkele videoclips. Ter gelegenheid van 150 jaar Hindoestaanse immigratie nam hij in 2023 met Kries Ramkhelawan het lied Sab se pyara (Jij bent de mooiste) op bij Ernesto van Dal.

## Prijzen
- 2012: Nationale Kunstbeurs: Beste opkomende kunstenaar[4]
- 2014: Nationale Kunstbeurs: Beste kunstenaar[3]

## Solo-expositie
Het werk van Abdoel was te zien tijdens verschillende exposities, waaronder meermaals tijdens de Nationale Kunstbeurs. Hij organiseerde de volgende solo-expositie:
- 2013: Passion, the feeling to create